# Athribis (Górny Egipt)
Athribis (z gr.; egip. Hut-Repit, obecnie Uannina) – starożytne miasto w Górnym Egipcie, na zachodnim brzegu Nilu, w IX nomie,  10 km na południowy wschód od  stolicy nomu Achmim, 10 km na południowy zachód od Sohag.
Zabytki:
- Świątynia bogini lwicy Repit - Tefnut, której budowę rozpoczął Ptolemeusz XII, a budowa została zakończona za cesarza Hadriana; miała 75m na 45 m, od frontu znajdował się pronaos z  2 rzędami  po 6 kolumn, za nim zaś otwarty dziedziniec, który mógł być otoczony kolumnadą. Imiona kilkunastu rzymskich cesarzy zostały uwiecznione w tym miejscu na budynkach, które później posłużyły jako źródło surowca przy budowie pobliskiego „Białego Klasztoru”.
- Świątynia Asklepiosa, wykuta w skale, również z czasów ptolemejsko-rzymskich.
- Świątynia Apriesa, zbudowana przez faraona Apriesa z XXVI dynastii, otoczona  przez konstrukcję Ptolemeusza IX z pylonem i ścianą ogrodzenia.
- Grób Zodiaku, należący do braci Ibpenemy i Pemehyta, zawierający dwa przedstawienia zodiaku na suficie i pochodzący również z okresu ptolemejskiego.

Teren ten był eksplorowany przez wyprawę naukową 
Petriego w 1900 r.